# Marquinhos (football, 1976)
Pour les articles homonymes, voir Marquinhos (homonymie).
Marcos Gomes de Araujo dit Marquinhos ou Marquinhos Cambalhota, né le 23 mars 1976 à Rio Brilhante, est un footballeur professionnel brésilien ayant joué au poste d'attaquant de 1996 à 2015 en Espagne, au Brésil et au Japon, où il est en 2008 meilleur buteur et MVP de l'année de J. League.

## Biographie
Marquinhos commence sa carrière professionnelle en D2 espagnole avec le CD Ourense lors de la saison 1996-1997 avant de rejoindre au Brésil l'Operário Ferroviáro puis le Coritiba en 1999. 
En 2001, il rejoint le championnat du Japon dont il est le meilleur buteur lors de la saison 2008 avec 21 buts, année où son club Kashima Antiers remporte le titre pour la deuxième année consécutive. Il est élu MVP de l'année de J. League le 22 décembre 2008, devenant le second joueur des Antlers à remporter le trophée derrière le brésilien Jorginho.
Le 22 janvier 2011, Marquinhos quitte le club des Kashima Antlers pour rejoindre Vegalta Sendai. Mais il quitte le club dès le 9 avril 2011 pour rentrer au Brésil à la suite du tremblement de terre du 11 mars 2011. « Témoin de la catastrophe, Marquinhos est en état de choc psychologique et a décidé qu’il serait trop difficile de continuer à jouer dans ces conditions », a précisé le club via un communiqué officiel sur son site. Il a joué pour Sendai seulement un match de championnat.

## Statistiques
| Saison | Club                   | Championnat | Championnat | Championnat | Coupe nationale | Coupe nationale | Coupe de la Ligue | Coupe de la Ligue | Compétition(s) continentale(s) | Compétition(s) continentale(s) | Compétition(s) continentale(s) | Total | Total |
| Saison | Club                   | Division    | M.          | B.          | M.              | B.              | M.                | B.                | Comp.                          | M.                             | B.                             | M.    | B.    |
| 2001   | Tokyo Verdy            | J.League 1  | 14          | 8           | 1               | 1               | 0                 | 0                 | -                              | -                              | -                              | 15    | 9     |
| 2002   | Tokyo Verdy            | J.League 1  | 15          | 2           | 0               | 0               | 5                 | 1                 | -                              | -                              | -                              | 20    | 3     |
| 2003   | Yokohama F·Marinos     | J.League 1  | 24          | 8           | 0               | 0               | 7                 | 4                 | -                              | -                              | -                              | 31    | 12    |
| 2004   | JEF United Ichihara    | J.League 1  | 14          | 12          | 0               | 0               | 4                 | 1                 | -                              | -                              | -                              | 18    | 13    |
| 2005   | Shimizu S-Pulse        | J.League 1  | 14          | 9           | 2               | 2               | 0                 | 0                 | -                              | -                              | -                              | 16    | 11    |
| 2006   | Shimizu S-Pulse        | J.League 1  | 29          | 11          | 1               | 2               | 5                 | 3                 | -                              | -                              | -                              | 35    | 16    |
| 2007   | Kashima Antlers        | J.League 1  | 31          | 14          | 5               | 0               | 10                | 4                 | -                              | -                              | -                              | 46    | 18    |
| 2008   | Kashima Antlers        | J.League 1  | 30          | 21          | 2               | 2               | 2                 | 1                 | LDC                            | 5                              | 5                              | 39    | 29    |
| 2009   | Kashima Antlers        | J.League 1  | 31          | 13          | 3               | 1               | 2                 | 0                 | LDC                            | 7                              | 4                              | 43    | 18    |
| 2010   | Kashima Antlers        | J.League 1  | 27          | 11          | 1               | 1               | 2                 | 1                 | LDC                            | 6                              | 2                              | 36    | 15    |
| 2011   | Vegalta Sendai         | J.League 1  | 1           | 0           | -               | -               | -                 | -                 | -                              | -                              | -                              | 1     | 0     |
| 2011   | Clube Atlético Mineiro | Série A     | 5           | 1           | -               | -               | -                 | -                 | -                              | -                              | -                              | 5     | 1     |
| 2012   | Yokohama F·Marinos     | J.League 1  | 22          | 10          | 4               | 1               | 2                 | 0                 | -                              | -                              | -                              | 28    | 11    |
| 2013   | Yokohama F·Marinos     | J.League 1  | 33          | 16          | 1               | 3               | 9                 | 7                 | -                              | -                              | -                              | 43    | 26    |
| 2014   | Vissel Kobe            | J.League 1  | 34          | 14          | -               | -               | 5                 | 2                 | -                              | -                              | -                              | 39    | 16    |
| 2015   | Vissel Kobe            | J.League 1  | 15          | 3           | -               | -               | 3                 | 0                 | -                              | -                              | -                              | 18    | 3     |

## Palmarès

### Club
- Vainqueur de la J. League - 2003, 2007, 2008, 2009
- Vainqueur de la coupe de l'empereur - 2007
- Vainqueur de la supercoupe de l'empereur - 2009 et 2010

### Personnel
- Meilleur buteur de la J. League - 2008
- MVP de la J. League - 2008
- Équipe type de la J. League - 2008